# Сан Секондо (Бјела)
Сан Секондо је насеље у Италији у округу Бијела, региону Пијемонт.
Према процени из 2011. у насељу је живело 130 становника. Насеље се налази на надморској висини од 310 м.